# Justicia macarenensis
Justicia macarenensis är en akantusväxtart som beskrevs av Emery Clarence Leonard. Justicia macarenensis ingår i släktet Justicia och familjen akantusväxter. Inga underarter finns listade i Catalogue of Life.